# لازاروس دبلیو. پاول
لازاروس دبلیو. پاول (به انگلیسی: Lazarus W. Powell) سناتور سابق عضو حزب دموکرات ایالات متحده آمریکا بود. وی در سال ۱۸۵۹ تا ۱۸۶۵ میلادی سناتور ایالت کنتاکی در سنای ایالات متحده آمریکا بود.